# Mika Komori
Mika Komori (小森美果, Komori Mika, née le 16 juillet 1994 dans la préfecture d'Aichi, au Japon) est une chanteuse et idole japonaise, membre du groupe de J-pop AKB48 (team B).

## Biographie
Mika Komori est sélectionnée en 2008, et débute avec la team B en octobre 2009. Elle rejoint en parallèle le groupe Watarirōka Hashiritai 7 en 2010. 
Le 9 mai 2012, Mika Komori annonce sa graduation du groupe AKB48, sa graduation est dû au fait qu'elle souhaite se consacrer à ses études à l'étranger. Sa graduation aura lieu le 3 juin 2013.